# Данієль Карвахаль
Данієль Карвахаль Рамос (ісп. Daniel Carvajal Ramos, нар. 11 січня 1992, Леганес, Іспанія) — іспанський футболіст, правий захисник національної збірної Іспанії і клубу «Реал Мадрид». Переможець Ліги чемпіонів УЄФА сезону 2013/14, 2015/16, 2016/17 та 2021/22 років. Чемпіон Європи.

## Клубна кар'єра
Вихованець юнацьких команд футбольних клубів «Леманс» та «Реал Мадрид», до кантери якого приєднався у десятирічному віці.
У дорослому футболі дебютував 2009 року виступами за команду клубу «Реал Мадрид Кастілья», в якій провів три сезони, взявши участь у 67 матчах. Більшість часу, проведеного у складі фарм-клуба мадридського «Реала», був основним гравцем захисту команди.

### «Баєр 04»
До складу клубу «Байєр 04» приєднався 2012 року, відразу ставши основним гравцем на правому фланзі захисту німецької команди. Протягом сезону відіграв за команду з Леверкузена 32 матчі в національному чемпіонаті.

### «Реал Мадрид»
3 червня 2013 року став першим придбанням мадридського «Реала» під час літнього міжсезоння. Королівський клуб викупив права на свого вихованця, скориставшись опцією повернути гравця за фіксовану плату, прописаною у договорі, за яким Даніель роком раніше перейшов до «Байєра». Відразу ж після повернення до Мадриду став основним гравцем «королівського клубу» на правому фланзі захисту.

## Виступи за збірну
У 2010 році дебютував у складі юнацької збірної Іспанії, взяв участь у 12 іграх на юнацькому рівні. З 2012 року став залучатися до ігор молодіжної збірної Іспанії, за яку протягом трьох років провів 10 матчів.
З осені 2014 року — гравець національної збірної Іспанії. У травні 2018 року був включений до заявки національної команди для участі у тогорічному чемпіонаті світу в Росії.
| Дата       | Місто                | Господарі          | Результат               | Гості              | Турнір                                    | Голи | Примітки |
| ---------- | -------------------- | ------------------ | ----------------------- | ------------------ | ----------------------------------------- | ---- | -------- |
| 4-9-2014   | Сен-Дені             | Франція            | 1 – 0                   | Іспанія            | товариський матч                          | -    |          |
| 12-10-2014 | Люксембург           | Люксембург         | 0 – 4                   | Іспанія            | Відбір до ЧЄ 2016                         | -    |          |
| 31-3-2015  | Амстердам            | Нідерланди         | 2 – 0                   | Іспанія            | товариський матч                          | -    |          |
| 11-6-2015  | Леон                 | Іспанія            | 2 – 1                   | Коста-Рика         | товариський матч                          | -    |          |
| 8-9-2015   | Скоп'є               | Північна Македонія | 0 – 1                   | Іспанія            | Відбір до ЧЄ 2016                         | -    |          |
| 1-9-2016   | Брюссель             | Бельгія            | 0 – 2                   | Іспанія            | товариський матч                          | -    | 85'      |
| 6-10-2016  | Турин                | Італія             | 1 – 1                   | Іспанія            | Відбір до ЧС 2018                         | -    |          |
| 12-11-2016 | Гранада              | Іспанія            | 4 – 0                   | Північна Македонія | Відбір до ЧС 2018                         | -    |          |
| 15-11-2016 | Лондон               | Англія             | 2 – 2                   | Іспанія            | товариський матч                          | -    | 75'      |
| 24-3-2017  | Хіхон                | Іспанія            | 4 – 1                   | Ізраїль            | Відбір до ЧС 2018                         | -    |          |
| 28-3-2017  | Сен-Дені             | Франція            | 0 – 2                   | Іспанія            | товариський матч                          | -    |          |
| 11-6-2017  | Скоп'є               | Північна Македонія | 1 – 2                   | Іспанія            | Відбір до ЧС 2018                         | -    |          |
| 2-9-2017   | Мадрид               | Іспанія            | 3 – 0                   | Італія             | Відбір до ЧС 2018                         | -    |          |
| 23-3-2018  | Дюссельдорф          | Німеччина          | 1 – 1                   | Іспанія            | товариський матч                          | -    |          |
| 27-3-2018  | Мадрид               | Іспанія            | 6 – 1                   | Аргентина          | товариський матч                          | -    |          |
| 20-6-2018  | Казань               | Іран               | 0 – 1                   | Іспанія            | ЧС 2018 - груповий етап                   | -    |          |
| 25-6-2018  | Калінінград          | Іспанія            | 2 – 2                   | Марокко            | ЧС 2018 - груповий етап                   | -    |          |
| 1-7-2018   | Москва               | Іспанія            | 1 – 1 д.ч. (3 – 4 п.п.) | Росія              | ЧС 2018 - 1/8 фіналу                      | -    | 70'      |
| 8-9-2018   | Лондон               | Англія             | 1 – 2                   | Іспанія            | Ліга націй УЄФА 2018—2019 - груповий етап | -    | 33'      |
| 11-9-2018  | Ельче                | Іспанія            | 6 – 0                   | Хорватія           | Ліга націй УЄФА 2018—2019 - груповий етап | -    | 75'      |
| 10-6-2019  | Мадрид               | Іспанія            | 3 – 0                   | Швеція             | Відбір до ЧЄ 2020                         | -    |          |
| 8-9-2019   | Хіхон                | Іспанія            | 4 – 0                   | Фарерські острови  | Відбір до ЧЄ 2020                         | -    |          |
| 15-10-2019 | Стокгольм            | Швеція             | 1 – 1                   | Іспанія            | Відбір до ЧЄ 2020                         | -    | 81'      |
| 18-11-2019 | Мадрид               | Іспанія            | 5 – 0                   | Румунія            | Відбір до ЧЄ 2020                         | -    |          |
| 3-9-2020   | Штутгарт             | Німеччина          | 1 – 1                   | Іспанія            | Ліга націй УЄФА 2020—2021 - груповий етап | -    |          |
| 11-11-2021 | Афіни                | Греція             | 0 – 1                   | Іспанія            | Відбір до ЧС 2022                         | -    | 79'      |
| 26-3-2022  | Курналя-да-Льобрегат | Іспанія            | 2 – 1                   | Албанія            | товариський матч                          | -    | 71'      |
| 5-6-2022   | Прага                | Чехія              | 2 – 2                   | Іспанія            | Ліга націй УЄФА 2022—2023 - груповий етап | -    |          |
| 12-6-2022  | Малага               | Іспанія            | 2 – 0                   | Чехія              | Ліга націй УЄФА 2022—2023 - груповий етап | -    | 78'      |
| 27-9-2022  | Брага                | Португалія         | 0 – 1                   | Іспанія            | Ліга націй УЄФА 2022—2023 - груповий етап | -    | 55'      |
| 17-11-2022 | Амман                | Йорданія           | 1 – 3                   | Іспанія            | товариський матч                          | -    | 46'      |
| 27-11-2022 | Ель-Хаур             | Іспанія            | 1 – 1                   | Німеччина          | ЧС 2022 - груповий етап                   | -    |          |
| 1-12-2022  | Ер-Раян              | Японія             | 2 – 1                   | Іспанія            | ЧС 2022 - груповий етап                   | -    | 46'      |
| 25-3-2023  | Малага               | Іспанія            | 3 – 0                   | Норвегія           | Відбір до ЧЄ 2024                         | -    |          |
| 28-3-2023  | Глазго               | Шотландія          | 2 – 0                   | Іспанія            | Відбір до ЧЄ 2024                         | -    | 46' 68'  |
| 18-6-2023  | Роттердам            | Хорватія           | 0 – 0 д.ч. (4 – 5 п.п.) | Іспанія            | Ліга націй УЄФА 2022—2023 - фінал         | -    | 97'      |
| 8-9-2023   | Тбілісі              | Грузія             | 1 – 7                   | Іспанія            | Відбір до ЧЄ 2024                         | -    |          |
| 12-9-2023  | Гранада              | Іспанія            | 6 – 0                   | Кіпр               | Відбір до ЧЄ 2024                         | -    |          |
| 12-10-2023 | Севілья              | Іспанія            | 2 – 0                   | Шотландія          | Відбір до ЧЄ 2024                         | -    | 59' 67'  |
| 15-10-2023 | Осло                 | Норвегія           | 0 – 1                   | Іспанія            | Відбір до ЧЄ 2024                         | -    |          |
| 16-11-2023 | Лімасол              | Кіпр               | 1 – 3                   | Іспанія            | Відбір до ЧЄ 2024                         | -    | 66'      |
| 19-11-2023 | Вальядолід           | Іспанія            | 3 – 1                   | Грузія             | Відбір до ЧЄ 2024                         | -    |          |
| 26-3-2024  | Мадрид               | Іспанія            | 3 – 3                   | Бразилія           | товариський матч                          | -    | 51'      |
| 8-6-2024   | Пальма-де-Майорка    | Іспанія            | 5 – 1                   | Північна Ірландія  | товариський матч                          | -    | 46'      |
| Усього     |                      | Матчів             | 44                      |                    | Голів                                     | 0    |          |

## Досягнення
«Реал Мадрид»
- Чемпіон Іспанії (4): 2016-17, 2019-20, 2021-22, 2023-24
- Володар кубка Іспанії (2): 2013-14, 2022-23
- Володар Суперкубка Іспанії (4): 2017, 2019, 2021, 2023
- Переможець Ліги чемпіонів УЄФА (6): 2013-14, 2015–2016, 2016-17, 2017-18, 2021-22, 2023-24
- Володар Суперкубка УЄФА (4): 2014, 2016, 2017, 2022
- Переможець Клубного чемпіонату світу (5): 2014, 2016, 2017, 2018, 2022

Юнацька збірна Іспанії U-19
- Чемпіон Європи U-19 (1): 2011

Молодіжна збірна Іспанії U-21
- Чемпіон Європи U-21 (1): 2013

Збірна Іспанії
- Чемпіон Європи: 2024[2]
- Переможець Ліги націй УЄФА: 2022-23